# ريكارد ديزي
ريكارد ديزي (1812 - 6 مايكان و 1883) كان محاميًا وقاضًا إيرلنديًا.
ولد في مقاطعة كورك ، وهو الابن الثاني للريكارد دياسي، والغنية البيرة ، وزوجته ماري آن .
تلقى تعليمه في جامعة دبلن ، حيث تخرج بدرجة دكتوراه في القانون.
تم استدعاؤه إلى نقابة المحامين الأيرلندية ، وأصبح مستشار الملكة .
تزوج من مونيكا أوكونور وأنجب ثلاثة أطفال ، منهم اثنان ماتا صغيرين.
كان ابنه الوحيد الباقي على قيد الحياة هنري هيو بيتر ديسي ، الجندي والكاتب ، مؤلف كتاب في التبت وتركستان الصينية ، ومؤسس شركة ديسي للسيارات .
تم انتخاب ديزي كعضو في البرلمان عن مقاطعة كورك في 23 أبريل 1855 في انتخابات فرعية بعد رفع إدموند روش إلى الأقران.
تم تعيينه كمحامي عام لأيرلندا في عام 1859 ثم أصبح مدعياً عاماً لأيرلندا في عام 1860 ، وتم تعيينه أيضًا في مجلس الملكة الخاص الأيرلندي (في 21 فبراير). 
عند وفاة ريتشارد ويلسون غرين في عام 1861 ، تم رفع ديزي إلى مقاعد البدلاء باعتباره بارون الخزانة .
تم تعيينه في محكمة الاستئناف الأيرلندية عام 1878 ، وخدم في تلك المحكمة حتى وفاته عام 1883.
يرتبط اسمه بشكل دائم بتعديل قانون المالك والمستأجر (أيرلندا) لعام 1860 ، والمعروف عالميًا باسم قانون ديزي ، والذي تولى بصفته المدعي العام توجيهه من خلال البرلمان.

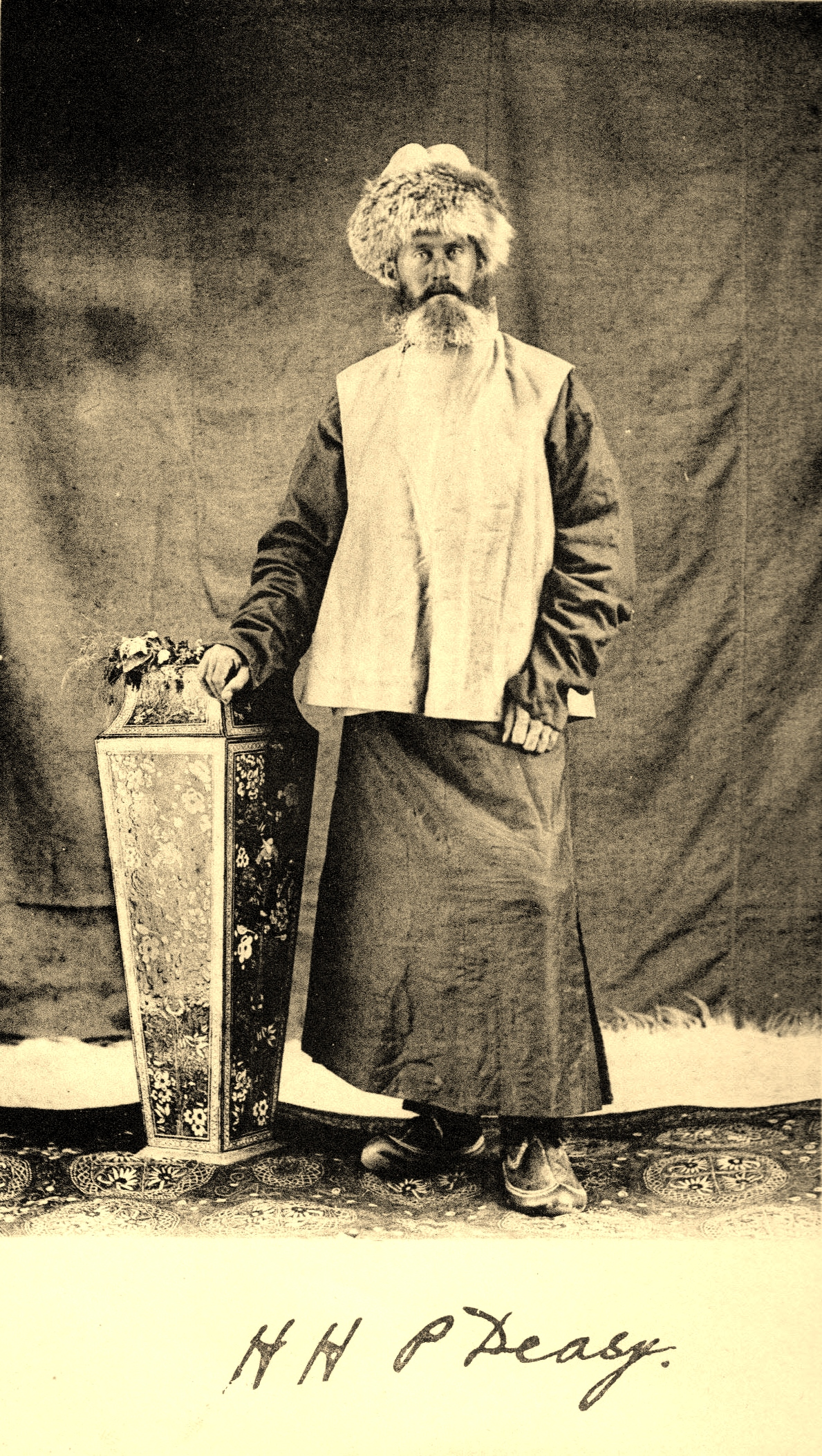
نجل ريكارد الوحيد الباقي ، الكابتن هنري ديزي